# ドライヴ・ライク・ジーヒュー
ドライブ・ライク・ジェフ（英: Drive Like Jehu）はアメリカはサンディエゴ出身のポスト・ハードコアバンド。1990年に元ピッチフォークのメンバーだったリック・フラバーグとジョン・レイスによって結成された。重なり合ったギター音の複雑なパターンや、メロディアスな要素を極端に省いた独自の音楽性は同時期のポスト・ハードコアと呼ばれたバンド群と比較しても異彩を放っていた。なお、Jehu の発音に従えば日本語表記は「ジーヒュー」が原音に忠実である。
1991年に一枚目のアルバムでセルフタイトルでもある『ドライヴ・ライク・ジェフ』を地元のレーベルからリリースしたのち、メジャーレーベルであるインタースコープ・レコーズに移籍。1994年にリリースされた『ヤンク・クライム』はカルト的人気を獲得したが、これら二枚のアルバムを世に送り出した後、1995年に解散した。
解散後、メンバーはそれぞれ他のバンドで活動を続けたり、プロデューサーおよびエンジニアとして現在も活躍している。特に元ドラマーであるマーク・トロンビーノはジミー・イート・ワールドやフィンチといったエモバンドのプロデュースを数多くこなし、バンドの枠を超え幅広い名声を誇る（日本ではHUSKING BEEのプロデュースも手がけた経験がある）。
以降目立った動きはなかったが、2014年8月、1995年の解散から実に19年ぶりとなる再結成を果たした。

## ディスコグラフィー

### アルバム
- ドライヴ・ライク・ジェフ（1991年）
- ヤンク・クライム（1994年）

### シングル
- Hand Over Fist / Bullet Train to Vegas（1992年）

### 参加作品
- Head Start to Purgatory（1992年） - "Sinews"で参加